# Transylmania
Transylmania es una película de comedia estadounidense de 2009, secuela de National Lampoon's Dorm Daze 2: College @ Sea. Fue dirigida por los hermanos David y Scott Hillenbrand y protagonizada por Patrick Cavanaugh, James DeBello, Tony Denman y Musetta Vander. La cinta fue un fracaso de taquilla y se convirtió en una de las mayores decepciones del año. Además fue vapuleada por la crítica especializada. En Rotten Tomatoes cuenta con una aprobación del 0%, basada en 17 reseñas con un índice de audiencia promedio de 1.9 sobre 10. Steven Hyden de The A.V. Club se refirió con respecto a Transylmania: "Tan colosal es su fracaso que hace que las execrables películas de Scary Movie parezcan obras maestras de Preston Sturges".

## Sinopsis
La Rumanía del siglo XVI está aterrorizada por el rey vampiro Radu y su amante, la malvada hechicera Stephenia. El cazavampiros Victor Van Sloan engaña a Stephenia para que abra una caja de música encantada, que absorbe su alma. Escapando por una ventana a la luz del día, Van Sloan cae hasta la muerte gracias a que su hijo idiota mueve accidentalmente el carro de heno que había sido colocado para suavizar su aterrizaje. La caja de música es arrastrada por el río, lo que lleva a Radu a iniciar una búsqueda de siglos de duración. Ahora aparece en el mundo actual, y unos torpes jóvenes tendrán que detenerlo.

## Reparto
- Patrick Cavanaugh es Pete.[3]
- Tony Denman es Newmar.[4]
- Paul H. Kim es Wang.[5]
- Jennifer Lyons es Lynne.[6]
- Oren Skoog es Rusty / Radu.[7]
- David Steinberg es Dean Floca.
- Musetta Vander es Teodora van Sloan.[8]
- Irena A. Hoffman es Draguta Floca.
- Natalie Garza es Lia.[9]
- Nicole Garza es Danni.[10]
- Adriana Butoi	es Asha.
- Colin Campbell es Siegfried Fischbacher.
- Carey Embry es Laverne.
- Elena-Cristina Marchisano es Carrie.